# Eleição municipal de Natal em 2016
A eleição municipal da cidade brasileira de Natal em 2016 ocorreu em 2 de outubro para eleger um prefeito, um vice-prefeito e 29 vereadores para a administração do município. Candidataram-se 7 pessoas aptas para prefeito, 7 para vice-prefeito e 559 para vereadores. Havia a possibilidade de um segundo turno em 30 de outubro caso nenhum dos candidatos alcançasse maioria absoluta de votos no primeiro turno, o que não se confirmou, pois o então prefeito titular, Carlos Eduardo Alves, do PDT, foi reeleito ainda no primeiro turno com 225.741 votos, cerca de 63,42% dos votos válidos. A apuração das urnas terminou por volta das 19h11 na cidade de Natal, elegendo novamente o candidato do PDT.
As convenções partidárias para escolha dos candidatos ocorreram entre 20 de julho e 5 de agosto. A propaganda eleitoral gratuita em Natal começou a ser exibida em 26 de agosto e terminou em 29 de setembro e o tempo de exibição de cada propaganda foi determinado pela importância do partido do qual o candidato pertencia, sendo o PDT o partido com maior minutagem de exibição e o PSTU, o menor, com apenas alguns segundos. Esta divisão de importância é feita a partir da determinação da legislação: 90% do horário eleitoral é dividido proporcionalmente pelo número de representantes na Câmara dos deputados, e o restante, 10%, é divido igualmente entre os partidos. As propagandas foram veiculadas na televisão e no rádio em dois turnos diários, intercalando entre os meios de comunicação os períodos de exibição. Durante a tarde, na televisão, a propaganda eleitoral iniciava às 13h00 e terminava às 13h10, e no horário noturno, iniciava às 20h30 com término às 20h40. Já no rádio as propagandas eram anunciadas entre 07h00 e 07h10 e, mais tarde, do 12h00 às 12h10..

## Antecedentes
Carlos Eduardo Alves (PDT) tem um papel importante na história política de Natal. Antes de se tornar prefeito, Carlos era vice-prefeito da candidata Wilma de Faria, em 2000. Porém, Wilma renunciou seu mandato para candidatar-se às eleições de governador do Estado, foi então que Carlos Eduardo assumiu a prefeitura, em 2002 pela primeira vez. O candidato se reelegeu no ano de 2004 e se elegeu novamente em 2012.. Era o favorito, disputando a prefeitura com outros 7 candidatos. Entretanto, seu favoritismo não garantiu a decisão em um primeiro momento. No primeiro turno, Carlos Eduardo Alves obteve 40,42% dos votos válidos, sendo que o segundo mais bem colocado, Hermano Moraes (PMDB), ficou com 23.01% dos votos.
No segundo turno, Carlos Eduardo Alves recebeu 58,31% dos votos válidos - o suficiente para o eleger prefeito. Hermano Moraes teve 41,69% dos votos, o que o deixou em segundo lugar na disputa à prefeitura de Natal.
A vice-prefeita eleita na chapa de Carlos Eduardo foi Wilma de Faria pelo PSB.

## Pesquisa
De acordo com a pequisa eleitoral de 2016 para a prefeitura de Natal feita pelo Ibope, o candidato Carlos Eduardo já aparecia em primeiro lugar com 53% das intenções de voto, com a possibilidade de vencer no primeiro turno. O candidato Kelps Lima vinha em segundo lugar, com 8%, Márcia Maia recebeu 7%, Fernando Mineiro 5%, Robério Paulino 4% e Freitas Júnior 1%. Rosália Fernandes não pontuou, 17% escolheram os votos em branco ou nulo e 5% não sabem ou não responderam. Quando perguntados sobre qual candidato menos votariam, os entrevistados alegaram que não votariam em Fernando mineiro, sendo então o mais rejeitado dos candidatos pela população. A pesquisa foi realizada entre os dias 8 e 11 de setembro de 2016 com 602 eleitores.A margem de erro é de quatro pontos percentuais para mais ou para menos com um nível de confiança de 95%. O Instituto Seta, em parceira com o portal Agora RN, realizaram a pesquisa eleitoral com relação aos candidatos à vereador. Dentro as 559 pessoas aptas para a candidatura, somente 27 delas foram citados pelos eleitores, incluindo 11 dos quais já eram vereadores na antiga legislatura e outros que se quer participam da corrida ao cargo, como o candidato à prefeito Carlos Eduardo Alves. A pesquisa foi realizada entre os dias 3 e 6 de junho de 2016, entrevistou 800 pessoas, e seus resultados mantiveram margem de erro para 3% para mais ou menos.
Na tabela abaixo é possível ver o resultado da pesquisa eleitoral (inclui candidatos que não estão na lista de vereadores, porém foram citados pelos eleitores):
| Candidato a vereador | Partido                                               | Porcentagem de intenção de votos |
| -------------------- | ----------------------------------------------------- | -------------------------------- |
| Luiz Almir           | PR - Partido da República                             | 2,0%                             |
| Amanda Gurgel        | PSTU - Partido Socialista dos Trabalhadores Unificado | 1,3%                             |
| Júlio Protásio       | PDT - Partido Democrático Trabalhista                 | 1,2%                             |
| Garibaldi            | PMDB - O partido do Brasil                            | 1,0%                             |
| Júlia Arruda         | PDT - Partido Democrático Trabalhista                 | 0,8%                             |
| Carlos Eduardo       | PDT - Partido Democrático Trabalhista                 | 0,7%                             |
| Wilma de Faria       | PT do B - Partido Trabalhista do Brasil               | 0,7%                             |
| Dimas Carlos         | PP - Partido Progressista                             | 0,5%                             |
| José Agripino        | DEM - Democratas                                      | 0,5%                             |
| Raniere              | PDT - Partido Democrático Trabalhista                 | 0,3%                             |
| Wober Junior         | PPS - Partido Social Trabalhista                      | 0,3%                             |
| Alencar              | PV - Partido Verde                                    | 0,2%                             |
| Aquino Neto          | PEN - Partido Ecológico Social                        | 0,2%                             |
| Bernardo             | PCB - Partido Comunista Brasileiro                    | 0,2%                             |
| Cap. Styvenson       | PSDB- Partido Social da Democracia Brasileira         | 0,2%                             |
| Carrapixo            | PTC - Partido Trabalhista Cristão                     | 0,2%                             |
| Chagas               | PMB - Partido da Mulher Brasileira                    | 0,2%                             |
| Dagô                 | DEM - Democratas                                      | 0,2%                             |
| Dr. Iguaraci         | PMDB - O partido do Brasil                            | 0,2%                             |
| Eudiane Macêdo       | SD - Solidariedade                                    | 0,2%                             |
| Francisco Assis      | PRB - Partido Republicano Brasileiro                  | 0,2%                             |
| George Câmara        | PC do B - Partido Comunista do Brasil                 | 0,2%                             |
| Heleno               | PMDB - O partido do Brasil                            | 0,2%                             |
| Henrique Alves       | PTN - Partido Trabalhista Nacional                    | 0,2%                             |
| Juninho Dickson      | PSDB- Partido Social da Democracia Brasileira         | 0,2%                             |
| Nalber               | PHS - Partido Humanista da Solidariedade              | 0,2%                             |
| Rimarinho            | PT - Partido dos Trabalhadores                        | 0,2%                             |

## Eleitorado
O município de Natal possuía 534.582 pessoas aptas para participar das eleições municipais em 2016, o que equivale a aproximadamente 60,91% da população total da cidade. O percentual de abstenções do primeiro e único turno em Natal foi de 19,6%, o que equivale a 104.793 pessoas ausentes durante a eleição. Além disso, 19.874 eleitores votaram em branco e 53.989 pessoas anularam seus votos.
Ao todo, 429.789 votos foram computados durante as eleições municipais de Natal em 2016, sendo que 355.926 votos (ou 82,81% do total) foram considerados válidos.

## Candidaturas
As candidaturas foram oficializadas pelo Tribunal Superior Eleitoral (TSE) para a disputa dos cargos de vereadores e prefeito de Natal em 2016. Na tabela abaixo é possível ver todos os candidatos à prefeito.
|  | Nº | Candidato a prefeito | Candidato a prefeito                                     | Candidato a vice-prefeito                                 | Coligação | Duração da propaganda eleitoral |
|  | -- | -------------------- | -------------------------------------------------------- | --------------------------------------------------------- | --- | ------------------------------- |
|  | 12 |                      | Carlos Eduardo (PDT) Carlos Eduardo Nunes Alves          | Álvaro Dias (PMDB) Álvaro Costa Dias                      | Natal melhor de novo - Partido Social Democrata Cristão (PSDC) | 4min03s                         |
|  | 13 |                      | Fernando Mineiro (PT) Fernando Wanderley Vargas da Silva | Carla Tatiane (PCdoB) Carla Tatiane Azevedo dos Santos    | Frente Popular da Cidadania - Partido Comunista do Brasil (PCdoB) | 1min41s                         |
|  | 18 |                      | Freitas Júnior (REDE) Francisco Raimundo de Freitas      | José Petronilo (REDE) José Petronilo da Silva Júnior      | - Rede Sustentabilidade (REDE) Partido não coligado | 0min13s                         |
|  | 77 |                      | Kelps Lima (SD) Kelps de Oliveira Lima                   | Magnólia Figueiredo (SD) Maria Magnólia Sousa Figueiredo  | É possível fazer mais por Natal - Partido Republicano Progressista (PRP) | 1min26s                         |
|  | 45 |                      | Márcia Maia (PSDB) Márcia Faria Maia Mendes              | Luiz Gomes (PEN) Luiz Gomes                               | A favor de Natal - Partido da Social Democracia Brasileira (PSDB) - Partido Ecológico Nacional (PEN) - Partido Progressista (PP) - Partido Trabalhista do Brasil (PTdoB) - Partido da Mulher Brasileira (PMB) | 2min10s                         |
|  | 50 |                      | Robério Paulino (PSOL) Robério Paulino Rodrigues         | Ingrid Andrade (PSOL) Ingrid Cristina de Oliveira Andrade | - Partido Socialismo e Liberdade (PSOL) Partido não coligado | 0min14s                         |
|  | 16 |                      | Rosália Fernandes (PSTU) Rosália Maria Fernandes         | Luciana Lima (PSTU) Luciana Lima da Silva                 | - Partido Socialista dos Trabalhadores Unificado (PSTU) Partido não coligado | 0min08s                         |

## Resultados

### Prefeito
Resultado do primeiro turno da eleição para prefeito de Natal com 100,00% de apuração.
| Partido | Partido | Candidato        | Votos   | Votos (%) |
| ------- | ------- | ---------------- | ------- | --------- |
|         | PDT     | Carlos Alves     | 225 741 | 63,42%    |
|         | SD      | Kelps Lima       | 47 576  | 13,37%    |
|         | PT      | Fernando Mineiro | 36 123  | 10,15%    |
|         | PSOL    | Robério Paulino  | 24 422  | 6,86%     |
|         | PSDB    | Márcia Maia      | 19 696  | 5,53%     |
|         | PSTU    | Rosália          | 1 398   | 0,39%     |
|         | REDE    | Freitas Júnior   | 970     | 0,27%     |
| Totais  | Totais  | Totais           | 355 926 |           |
| Fonte:  |         |                  |         |           |

| Partido | Partido | Candidato       | Votos   | Votos (%) |
| ------- | ------- | --------------- | ------- | --------- |
|         | -       | Votos válidos   | 355 926 | 82,81%    |
|         | -       | Votos nulos     | 53 989  | 12,56%    |
|         | -       | Votos em branco | 19 874  | 4,62%     |
| Totais  | Totais  | Totais          | 429 789 |           |
| Fonte:  |         |                 |         |           |

| Partido | Partido | Candidato             | Votos   | Votos (%) |
| ------- | ------- | --------------------- | ------- | --------- |
|         | -       | Eleitores que votaram | 429 789 | 80,4%     |
|         | -       | Abstenções            | 104 793 | 19,6%     |
| Totais  | Totais  | Totais                | 534 582 |           |
| Fonte:  |         |                       |         |           |

### Vereador
Resultado do primeiro turno para o cargo de vereador da cidade de Natal em 2016. Foram eleitos 29 vereadores, dos quais 15 foram reeleitos.
| Vereadores eleitos em Natal em 2016 | Vereadores eleitos em Natal em 2016 | Vereadores eleitos em Natal em 2016 | Vereadores eleitos em Natal em 2016 | Vereadores eleitos em Natal em 2016 |
| ----------------------------------- | ----------------------------------- | ----------------------------------- | ----------------------------------- | ----------------------------------- |
| Candidato                           | Partido                             | Número                              | Votos                               | Porcentagem                         |
| Raniere Barbosa                     | PDT                                 | 12111                               | 10.510                              | 2,88%                               |
| Carla Dickson                       | PROS                                | 90111                               | 7.924                               | 2,17%                               |
| Ubaldo Fernandes                    | PMDB                                | 15222                               | 7.574                               | 2,08%                               |
| Luiz Almir                          | PR                                  | 22607                               | 7.339                               | 2,01%                               |
| Natália Bonavides                   | PT                                  | 13123                               | 6.202                               | 1,70%                               |
| Júlia Arruda                        | PDT                                 | 12777                               | 5.765                               | 1,58%                               |
| Ana Paula                           | PSDC                                | 27888                               | 5.465                               | 1,50%                               |
| Bispo Francisco de Assis            | PRB                                 | 10333                               | 5.160                               | 1,41%                               |
| Kleber Fernandes                    | PDT                                 | 12222                               | 5.061                               | 1,39%                               |
| Eudiane Macedo                      | SD                                  | 77666                               | 4.922                               | 1,35%                               |
| Chagas Catarino                     | PDT                                 | 12444                               | 4.810                               | 1,32%                               |
| Aroldo Alves                        | PSDB                                | 45123                               | 4,532                               | 1,24%                               |
| Felipe Alves                        | PMDB                                | 15678                               | 4.511                               | 1,24%                               |
| Wilma de Faria                      | PTdoB                               | 70111                               | 4.421                               | 1,21%                               |
| Preto Aquino                        | PEN                                 | 51610                               | 4.206                               | 1,15%                               |
| Franklin Capistrano                 | PSB                                 | 40200                               | 4.003                               | 1,10%                               |
| Eleika Bezerra                      | PSL                                 | 17555                               | 3.758                               | 1,03%                               |
| Sandro Pimentel                     | PSOL                                | 50123                               | 3.700                               | 1,01%                               |
| Cícero Martins                      | PTB                                 | 14000                               | 3.237                               | 0,89%                               |
| Ney Lopes Júnior                    | PSD                                 | 55555                               | 3.197                               | 0,88%                               |
| Paulinho Freire                     | SD                                  | 77222                               | 2.884                               | 0,79%                               |
| Dinarte Torres                      | PMB                                 | 35007                               | 2.754                               | 0,75%                               |
| Eriko Jácome                        | PTN                                 | 19133                               | 2.577                               | 0,71%                               |
| Robson Carvalho                     | PMB                                 | 35555                               | 2.565                               | 0,70%                               |
| Fernando Lucena                     | PT                                  | 13222                               | 2.495                               | 0,68%                               |
| Nina Souza                          | PEN                                 | 51111                               | 2.289                               | 0,63%                               |
| Klaus Araujo                        | SD                                  | 77555                               | 2.279                               | 0,62%                               |
| Aldo Clemente                       | PMB                                 | 35678                               | 2.229                               | 0,61%                               |
| Sueldo Medeiros                     | PHS                                 | 31456                               | 1.829                               | 0,50%                               |

## Debates televisionados
Como costumeiro, a Bandeirantes promoveu o primeiro encontro entre aos candidatos ao posto da prefeitura.. Na ocasião, os participantes foram Carlos Eduardo (PDT), Freitas Júnior (REDE), Rosália Fernandes (PSTU), Fernando Mineiro (PT), Robério Paulo (PSOL), Márcia Maia (PSDB) e Kelps Lima (SD). Foi realizado outro debate com as mesmos candidatos na TV Ponte Negra no dia 27 de setembro de 2016. Já no debate promovido pela afiliada a Rede Globo, a Inter TV, foram convocados apenas quatro candidatos, sendo eles: Carlos Eduardo Alves (PDT), Fernando Mineiro (PT), Márcia Maia (PSDB) e Kelps Lima (SD).

## Curiosidades
Para as eleições do município de Natal do ano de 2016, ocorreu a realização do primeiro curso de Direito Eleitoral para as Eleições Municipais de 2016. Com o objetivo de informar os pré-candidatos, os representantes partidários e assessorias jurídicas, e os contábeis, o curso discutiu assunto como Registro de candidaturas, propaganda eleitoral, prestação de contas, financiamento de campanha, as novidades trazidas pelas duas últimas minirreformas. O curso foi promovido pelo Instituto Novo Eleitoral e contou com as exposições do juiz Herval Sampaio e da advogada Lígia Limeira, membros importantes do cenário do Direito Eleitoral. O evento ocorreu no dia 11 de Junho de 2016, às 08h da manhã, em Natal, e foi pagante, com o valor de 200 pela tarde de debates.
Outra Curiosidade interessante das eleições municipais de 2016 é que ela teve a campanha eleitoral mais curta dos últimos 18 anos. As mudanças incluíram: 45 dias para realizar comícios, distribuir material gráfico e organizar passeatas e carreatas, ao invés de 90 dias, como era anteriormente; A outra mudança ocorreu nos dias de transmissão de propagando política, via rádio e televisão que, nesta eleição, passaram a ser 35 dias de veiculação, enquanto nos anos anteriores eram 40 dias.
Esta mudanças na campanha eleitoral de 2016 fizeram parte da minirreforma eleitoral aprovada pelo senadores e deputados no Congresso Nacional, com o intuito de também baratear as campanhas partidárias, visto que nesta eleição também tornou-se proibido o financiamento de campanhas a partir de doações empresariais, permitidas somente àquelas feitas por pessoas física. Essas mudanças foram estabelecidas para todos os municípios, incluindo a cidade de Natal.